# Rettungsaktion in der Tham Luang

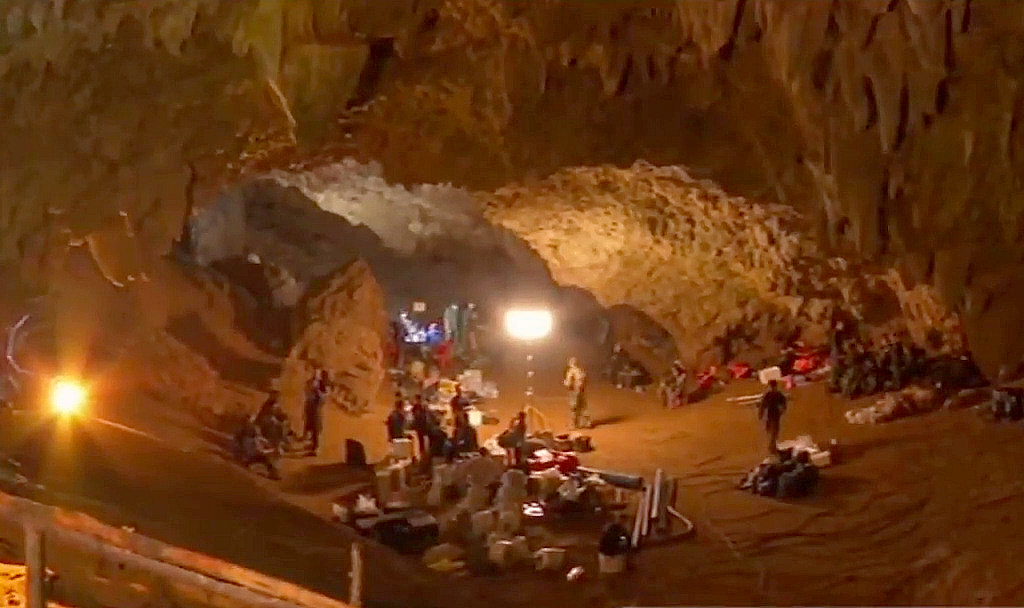
Vorbereitung der Rettungsaktion, 27. Juni 2018

Die Rettungsaktion in der Tham-Luang-Höhle war eine Operation zur Rettung von zwölf Mitgliedern einer Fußballmannschaft im Alter zwischen 11 und 16 Jahren und ihres 25-jährigen Trainers aus dem Höhlensystem Tham Luang in Thailand. Die Gruppe war am 23. Juni 2018 bei einem Ausflug in der Höhle eingeschlossen worden, nachdem heftige Regenfälle weite Teile der Höhle überflutet und damit den Rückweg unpassierbar gemacht hatten.
Nach der Entdeckung der Vermissten am 2. Juli wurde die Aktion am 10. Juli mit der Rettung der letzten Eingeschlossenen und dem Abzug der in der Höhle eingesetzten Helfer abgeschlossen. An den Rettungsmaßnahmen waren mehr als tausend Personen aus über zehn Ländern beteiligt. Ein thailändischer Taucher kam bei einem Einsatz ums Leben, ein weiterer starb über ein Jahr später an einer Infektion, die er sich bei der Rettungsaktion zugezogen hatte.

## Hintergrund

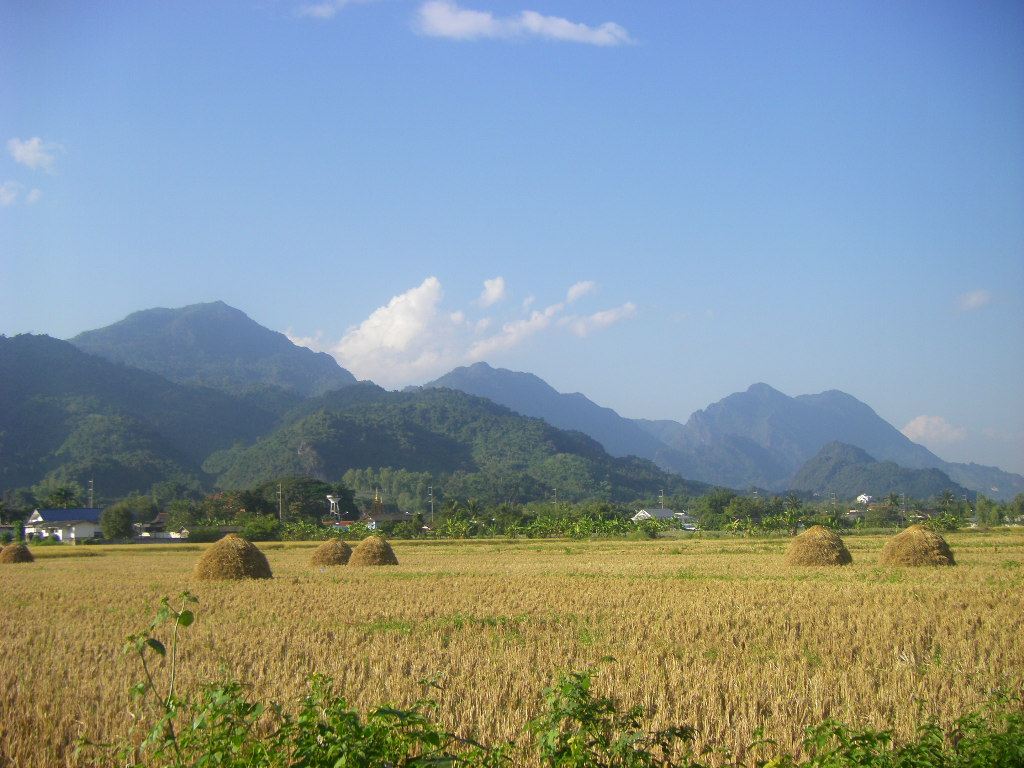
Der Bergzug Doi Nang Non

Tham Luang ist ein Höhlensystem in der Bergkette des Doi-Nang-Non-Gebirges und liegt im etwa 8 km² großen Waldschutzgebiet des Waldparks Tham Luang – Khun Nam Nang Non in der Provinz Chiang Rai, etwa 60 km von der Provinzhauptstadt entfernt, an der Grenze zu Myanmar. Der Eingang der Höhle befindet sich auf einer Seehöhe von 446 Metern. Das Höhlensystem wurde auf einer Länge von ca. 10 Kilometern vermessen, besitzt aber noch weitere bisher unerforschte Fortsetzungen.
Am 23. Juni 2018 unternahmen zwölf Jungen der Jugendfußballmannschaft Moo Pah („Wildschweine“) gemeinsam mit ihrem Trainer nach einem Fußballtraining einen Fahrradausflug zur Tham-Luang-Höhle, um den Geburtstag des ältesten Mitglieds zu feiern. Die Gruppe wurde während des Aufenthalts in der Höhle von heftigen Regenfällen überrascht; Teile des Rückwegs aus der Höhle wurden überflutet und damit unpassierbar.

## Ablauf

### Suche nach den Vermissten
Mehrere Eltern meldeten ihre Kinder bei der thailändischen Polizei als vermisst, nachdem diese mehrere Stunden nach dem Training nicht zu Hause angekommen waren. Bei der daraufhin eingeleiteten Suchaktion fanden Polizisten Ausrüstungsgegenstände der Fußballmannschaft wie Fahrräder und Fußballschuhe im Eingangsbereich der Höhle. Später wurden tiefer in der Höhle auch Rucksäcke gefunden, sodass Anhaltspunkte für die Suchrichtung gegeben waren.
Thailändische Militärtaucher begannen, die Höhle abzusuchen. Durch den anhaltenden Regen wurde der Eingangsbereich der Höhle überflutet und die Suche musste zeitweise unterbrochen werden. Am 26. Juni baten die thailändischen Behörden offiziell um Unterstützung bei der britischen Höhlenrettungs-Organisation British Cave Rescue Council. Die britischen Höhlentauch-Spezialisten Richard Stanton und John Volanthen sowie der britische Höhlenforscher Robert Harper flogen noch am selben Tag nach Thailand und trafen am vierten Tag nach Beginn der Suchaktion an der Höhle ein. Auch 30 Soldaten des United States Pacific Command verstärkten die Suchmannschaft. Polizisten mit Suchhunden durchkämmten das Bergmassiv, um nach weiteren Höhleneingängen zu suchen, die Zugang zur darunterliegenden Höhle hätten bieten können.

### Entdeckung und Vorbereitung der Rettung

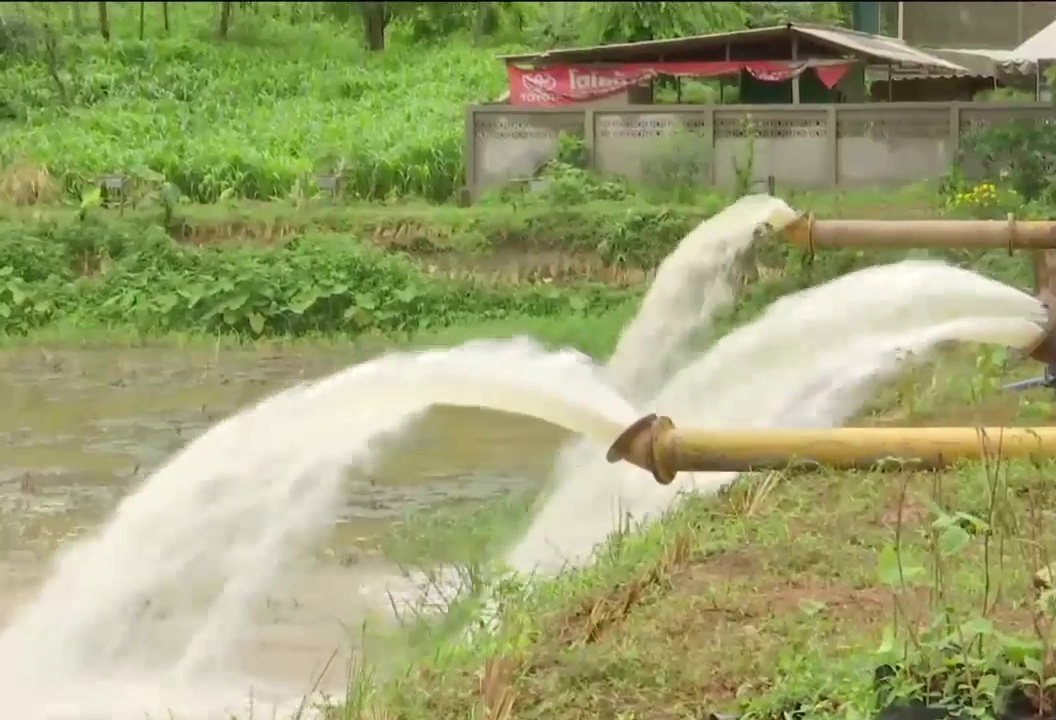
Wasser wurde abgepumpt, um den Wasserstand in der Höhle abzusenken (2. Juli)

Die zwölf Jungen und ihr Trainer wurden am 2. Juli um 21:38 Uhr Ortszeit von Stanton und Volanthen mehrere Kilometer vom Höhleneingang entfernt und nach mehreren Tauchgängen auf einem Felsvorsprung oberhalb der Wasserlinie entdeckt. Die Gruppe befand sich etwa 400 Meter hinter dem „Pattaya Beach“ genannten Höhlenabschnitt. Volanthen und Stanton installierten eine Führungsleine, die auch nachfolgenden Tauchern die Navigation erleichtern sollte. Ein Video dieses ersten Kontakts zu den Vermissten wurde später veröffentlicht. Die Kommunikation mit den britischen Tauchern übernahm der 14-jährige Adul Sam-on, ein staatenloser Angehöriger der Minderheit der Wa, der als Einziger der Gruppe Englisch sprach.
Zum Zeitpunkt der Entdeckung waren mehr als 1000 Personen an der Rettungsaktion beteiligt, darunter Soldaten der Thai Navy Seals, einer Eliteeinheit der thailändischen Marine, sowie Helfer und Teams aus verschiedenen anderen Ländern wie dem Vereinigten Königreich, China, Myanmar, Laos, Australien, den USA, Russland, Finnland, Schweden, Dänemark, der Ukraine, Israel und Deutschland.
Am 3. Juli konnten sieben Taucher zur eingeschlossenen Gruppe in der Höhle vordringen, darunter auch ein Arzt. Die Eingeschlossenen erhielten leicht verdauliche, energiereiche Nahrung und wurden einem Gesundheitscheck unterzogen; auch kleinere Wunden wurden behandelt.
Am 4. Juli wurden zwei weitere britische Höhlenforscher, Jason Mallinson und Chris Jewel, mit 500 Kilogramm Tauchausrüstung aus Großbritannien eingeflogen, um den Rettungseinsatz zu unterstützen. Die Kinder wurden mit der Verwendung von Vollgesichtsmasken und dem Atmen unter Wasser vertraut gemacht.
Am 5. Juli starb der 38-jährige Taucher Saman Kunan an den Folgen einer Asphyxie, als er Druckluftflaschen in die Höhle transportierte. Er wurde auf dem Rückweg aus der Höhle von seinem Tauchpartner bewusstlos aufgefunden und konnte nicht wiederbelebt werden. Kunan war 2006 aus der Marineeinheit der Thai Navy Seals ausgeschieden und hatte sich als freiwilliger Helfer an dem Einsatz in der Tham-Luang-Höhle beteiligt. Er war Triathlet und galt als erfahrener Taucher.
Am 7. Juli veröffentlichten die Thai Navy Seals Fotos von kurzen Briefen, die die eingeschlossenen Kinder am Tag zuvor an Eltern und Verwandte geschrieben hatten. Die Briefe wurden von Tauchern aus der Höhle gebracht und den wartenden Angehörigen im Camp vor der Höhle übergeben. Am gleichen Tag setzten in der Region um die Höhle stärkere Monsun-Regenfälle ein. Es wurde befürchtet, dass dadurch der Wasserspiegel in der Höhle wieder steigen könne, nachdem es in den relativ trockenen Tagen zuvor gelungen war, den Wasserstand in der Höhle mit Hilfe von Pumpen deutlich abzusenken. Alle nicht direkt an der Rettungsaktion beteiligten Personen einschließlich der Medienvertreter wurden am Morgen des 8. Juli aufgefordert, das Gelände rund um die Tham-Luang-Höhle zu verlassen.

### Schwierigkeiten bei der Rettung
Die Eingeschlossenen befanden sich bei ihrer Entdeckung nach Angaben eines beteiligten Tauchers ca. vier Kilometer vom Höhleneingang entfernt im Berg, bei einer Überdeckung von 750 Metern. Die sich ergebenden Schwierigkeiten waren u. a.:
- Kletterstrecken mit bis zu 100 % Steigung für die nach mehreren Tagen Aufenthalt geschwächten Jungen und deren Trainer.
- Trübung des Wassers durch feine ausgeschwemmte Partikel.
- Unterwasserengstellen in Siphons, die nur ohne Tauchflasche auf dem Rücken überwunden werden konnten, eine extreme Engstelle wurde mit 70 × 38 cm Querschnitt angegeben.
- Die Länge der Tauchstrecken erforderte bis zu 30 Minuten Unterwasserzeit, und der Umgang mit einem Druckausgleich im Mittelohr ist für Unerfahrene ein zusätzliches Problem.
- Deutlich abgesenkter Sauerstoff- und erhöhter Kohlendioxidgehalt durch das tagelange Atmen der Eingeschlossenen in einer nahezu abgeschlossenen Kammer ohne Luftaustausch.
- Der erhöht gelegene Zufluchtsort mit schräg abfallenden Böden erschwerte die Versorgung.
- Die meisten der Jungen konnten nicht schwimmen.

### Rettungsoperation
Am 8. Juli um 10 Uhr machte sich eine Gruppe von 13 ausländischen Tauchern und fünf thailändischen Marinetauchern auf den Weg, um die Eingeschlossenen zu evakuieren. Unter den Tauchern war auch der australische Anästhesist Richard Harris, der von den britischen Spezialisten angefordert worden war. Zehn Höhlentaucher begaben sich zu den Eingeschlossenen bzw. positionierten sich an einer Schlüsselstelle in der Nähe einer Abzweigung etwa 1500 Meter vom Eingang entfernt. Drei weitere Höhlentauchspezialisten kamen um 14 Uhr in die Höhle. Weitere Rettungskräfte waren entlang der letzten 850 Meter langen Strecke stationiert, die vom Basislager der Retter bis zum Ausgang führt. Entgegen der ursprünglichen Planung, zuerst die fittesten Jungen zu retten, wurde nach einer Untersuchung der Eingeschlossenen durch den australischen Arzt entschieden, zuerst die Schwächeren aus der Höhle zu transportieren.
Die Evakuierung der Eingeschlossenen zog sich aufgrund der nötigen Vorbereitungen über drei Tage hin; die Druckluftflaschen, die entlang des Weges platziert worden waren, mussten wiederbefüllt oder ersetzt werden. Am ersten Tag der Operation wurden vier Jungen gerettet, am 9. Juli vier weitere und am 10. Juli die verbliebenen vier sowie der Trainer. Anschließend konnten auch die an der Rettungsaktion beteiligten Helfer die Höhle verlassen, darunter die drei Marinetaucher der Thai Navy Seals und ein thailändischer Militärarzt, die nach der Entdeckung tagelang mit der Fußballmannschaft in der Höhle ausgeharrt hatten.
Um Panik vorzubeugen, wurde den Jugendlichen vor dem Transport aus der Höhle als Beruhigungsmittel ein Anxiolytikum verabreicht. Durch die Betäubungsmittel (Alprazolam und Ketamin) waren die Jungen sediert und nicht mehr ansprechbar. Sie trugen Vollgesichtsmasken und Neoprenanzüge und wurden von den Rettungstauchern mit fixierten Armen durch die überflutete Höhle transportiert. Entlang der Strecke waren zur Unterstützung weitere Taucher positioniert. Nach dem Verlassen der Höhle wurden die Geretteten ins Krankenhaus der Provinzhauptstadt Chiang Rai gebracht. Dort wurden sie zunächst unter Quarantäne gestellt, um Infektionen zu vermeiden. Insgesamt waren 40 thailändische und 50 ausländische Taucher an der Rettungsoperation beteiligt.

### Nachbereitung
Alle Geretteten haben die Zeit in der Höhle gesundheitlich gut überstanden. Sie blieben zunächst unter Quarantäne im Krankenhaus, weil Tropenhöhlen als die größten Reservoire unbekannter Viren gelten. Es gab jedoch keine Anzeichen für eine ernsthafte Erkrankung der Jungen.
Nach rund einer Woche wurden die Jungen am 18. Juli 2018 aus dem Krankenhaus entlassen.
Im Dezember 2019, anderthalb Jahre nach der Rettung, starb der thailändische Soldat Beirut Pakbara an einer Blutvergiftung, die er sich bei der Bergung der Jungen zugezogen hatte.
Mitte Februar 2023 wurde Duangphet Phromthep, einer der zwölf Jungen, in ein Krankenhaus im britischen Leicestershire eingeliefert, wo er Schüler in einer Fußballakademie war. Er starb durch Suizid im Alter von 17 Jahren.

## Rezeption

### Mediale Berichterstattung
Die Rettungsaktion wurde von den internationalen Medien intensiv begleitet, wobei auch eine Rolle spielte, dass Personen aus mindestens 14 Ländern in unterschiedlichen Funktionen an der Operation beteiligt waren.
Offizieller Leiter der Aktion war Narongsak Osottanakorn als Gouverneur der Provinz Chiang Rai, der neben seinen internen Aufgaben auch regelmäßig offiziell die zahlreichen Pressevertreter des In- und Auslandes informierte.
Da die Rettungsaktion 2018 in den Zeitraum der Debatte über den weiteren Umgang mit Flüchtlingen in den europäischen Staaten fiel, wurde in deutschen Medien über die breite Empathie für das Schicksal der thailändischen Jungengruppe einerseits und eine Gleichgültigkeit bzw. Antipathie für auf dem Mittelmeer in Seenot geratene und ertrunkene Flüchtlinge andererseits diskutiert.
Am 6. Juli 2018 lud der Weltfußballverband FIFA die Mannschaft im Falle ihrer baldigen Rettung zum Endspiel der Fußball-Weltmeisterschaft am 15. Juli in Moskau ein. Da dies nicht möglich war, wollte die FIFA sie zu einer späteren Veranstaltung einladen.

### Filmische Verarbeitung
2019 wurde mit The Cave eine Verfilmung der Geschehnisse veröffentlicht.
Im Februar 2020 erschien die Dokumentation 13 Lost: The Untold Story of the Thai Cave Rescue, welche die Geschichte aus Sicht weiterer Beteiligter erzählt und sich kritisch mit der offiziellen Version der britischen Taucher auseinandersetzt.
2021 erschien der Dokumentarfilm The Rescue von Elizabeth Chai Vasarhelyi und Jimmy Chin.
Im Jahr darauf folgte Ron Howards Spielfilm Dreizehn Leben mit Colin Farrell, Joel Edgerton und Viggo Mortensen in den Hauptrollen.
Im September 2022 wurde Thai Cave Rescue, eine Netflix-Limited-Serie mit sechs Folgen à 60 Minuten, veröffentlicht.